# Héctor Suárez
Héctor Suárez Hernández (Ciudad de México, 21 de octubre de 1938-Cocoyoc, Morelos, 2 de junio de 2020) fue un actor y comediante mexicano.

## Biografía y carrera
Bajo la tutela del maestro de teatro Carlos Ancira, colaboró en el llamado teatro de tesis de los años 60, junto a personalidades como Alejandro Jodorowsky, Alfonso Arau, Susana Alexander y Héctor Bonilla. Montó obras de autores famosos por su complejidad tales como Franz Kafka, Eugène Ionesco y August Strindberg, y tuvo la suerte de tomar clases de pantomima con el mimo Marcel Marceau.
Su trayectoria en el cine mexicano inició en 1964, con El asalto. Películas como Despedida de soltera, La mujer de a seis litros, La marcha de Zacatecas, Picardía mexicana, Lagunilla mi barrio, El mil usos y Mecánica nacional forman parte de su amplio repertorio.
En televisión, marcó su vida el encontrarse con su hermana Leydi Hito en la forma de hacer comedia en México, ya que, por medio de un estilo espontáneo, caracterizado por el humor negro, se dedicó a hacer denuncia social, y escapó a las normas de censura establecidas en su época. Con programas como ¿Qué nos pasa? y Verdá o fixión, logró crear un sinnúmero de personajes populares que reflejaban el día a día de la idiosincrasia mexicana. Personajes caricaturescos como Flanagan, con su clásico estribillo ¡queremos rooock!, Doña Zoyla, la madre dominante y manipuladora; El no hay, un dependiente de tienda que nunca atendía bien; El Burócrata, el típico empleado público que pone más obstáculos que soluciones, etc. Meseros, choferes, vendedores, porteros de condominios y otros más formaron parte de su variado repertorio.
Tales contenidos de sátira política y crítica social llevaron a que Suárez fuera amonestado en distintas ocasiones incluso por el entonces presidente Miguel de la Madridy que saliera en distintas ocasiones de las empresas Televisa. La primera ocurrió tras un sketch de Jesús Martínez "Palillo"en el programa Mala noche…¡no! con Verónica Castro. Suárez fue despedido y sería acusado de insultar al presidente por lo que acudió directamente con Carlos Salinas de Gortari, quien afirmó que no habían sido órdenes suyas y, por el contrario, le ofrecía un nuevo espacio. Suárez se dirigió hacia Imevisión, televisora aún pública donde comenzó el programa de sketches cómicos, La cosaresultando un éxito. Suárez saldría de la televisora ya como TV Azteca por desacuerdos económicos con el empresario Ricardo Salinas Pliego.Suárez realizó un viaje a Miami y pediría a Juan Carlos Méndez, su alumno y pareja artística que no entregara los materiales filmados de La cosa al no tener un acuerdo con Salinas Pliego. A su vuelta Méndez había entregado los materiales por lo que acusó jurídicamente a dicha televisora, afirmando que tras su salida de La cosa, la televisora haría un programa idéntico al suyo llamado Puro loco,mismo que protagonizaría Juan Carlos Méndez.Suárez volvería a Televisa en 1998 para hacer una segunda temporada de ¿Qué nos pasa?, misma que concluyó según Suárez por una nueva acción de censura de Emilio Azcárraga Jean en 1999.En 2011, tendría un nuevo desencuentro con Televisa por el programa Iniciativa México.
Sus inicios en el género telenovelero fueron a principios de la década de los sesenta. Algunas telenovelas en las que ha participado son: Una segunda oportunidad, Velo de novia, Gotita de amor, El derecho de nacer, El carruaje, Las gemelas, El dolor de vivir y Madres egoístas, entre otras.
Fue galardonado con el Premio Ariel por Mecánica nacional y con tres Diosas de Plata, por las producciones Trampas de amor, En la cuerda del hambre y El mil usos.
El 19 de mayo de 2013, se le hizo un homenaje del Roast Comedy Central, y fue el primer personaje de Latinoamérica en ser "rostizado" en este programa.[cita requerida]
Interpretó a José María 'Chema' San Román, en la telenovela de Telemundo, Tierra de pasiones.
En mayo de 2017, denunció estar recibiendo desde enero amenazas de muerte a él y a su familia por criticar y hacer sátira política sobre el entonces presidente Enrique Peña Nieto en un sketch donde le pide, “de la manera más atenta”, que renuncie. La denuncia fue realizada en una entrevista con Carmen Aristegui en la que narró diversos actos de intimidación sufridos. También lo denunció a la Procuraduría General de la República (PGR).

## Muerte
El 2 de junio de 2020, Suárez falleció en Cocoyoc, Morelos, a los 81 años de edad.

## Filmografía

### Películas
- ¡Qué despadre! (2022; lanzamiento póstumo) - Doctor
- Mentada de Padre (2019) - Don Lauro Márquez Castillo
- El Americano: The Movie (2016) - Eddie Navarro
- Suave patria (2012) - Comandante Porfirio Narváez
- Aquellos ojos verdes (2012) - Don Jaime
- Retratos de una historia de amor (2006)
- Mujer alabastrina (2006)
- Al otro lado (2004) - Tío Guadalupe
- Ciudades oscuras (2002) - Pollo
- Atlético San Pancho (2001) - Don Pepe
- Hay para dos (1992)
- Día de muertos (1988)
- Mi fantasma y yo (1989)
- El no hay (1988)
- Noches de Califas (1987)
- Moon Spell (1987)
- Murieron a la mitad del río (1986) - José Paván
- El rey de la vecindad (1985) - Nacho/Trobas
- Amenaza roja (1985)
- El mil usos II (1984)
- Entre ficheras anda el diablo - La pulquería 3 (1984)
- Nosotros los pelados (1984)
- El amor es un juego extraño (1983)
- Las vedettes (1983)
- Hasta cierto punto (1983)
- Chile picante (1983)
- Valentín Lazaña (1982)
- Lagunilla 2 (1982) - Tirantes
- La pulquería 2 (1982)
- El mil usos (1981) - Tránsito Pérez 'El milusos'
- Como México no hay dos (1981) - Manuel
- La muerte es un buen negocio (1981)
- Lagunilla, mi barrio (1981) - Tirantes
- El robo imposible (1981) - Marcos de la Tijerilla
- Picardía mexicana 2 (1980)
- Blancanieves y sus 7 amantes (1980)
- La grilla (1980)
- Las tentadoras (1980)
- En la cuerda del hambre (1979)
- Picardía mexicana (1978) - El Mobil Oil
- ¡Oye, Salomé! (1978) - Raúl
- La plaza de Puerto Santo (1978) - Teobaldo López
- El elegido (1977) - Pancho
- La palomilla al rescate (1976) - Filemón
- Longitud de guerra (1976)
- El ministro y yo (1976) - Burócrata
- El buscabullas (1976) - Pancho
- México, México, ra ra ra (1976)
- Las fuerzas vivas (1975) - Shoemaker
- El poder negro  (1975)
- De qué color es el viento (1973)
- Volveré a nacer (1973) - David
- Diamantes, oro y amor (1973)
- Mecánica nacional (1972) - Gregorio "Goyo"
- La gatita (1972) - Gus
- Hay ángeles sin alas (1972) - Cliente
- Doña Macabra (1972) - Othon Quiñonez
- Azul (1972)
- La pequeña señora de Pérez (1972)
- Fin de fiesta (1972) - El Pato
- Pandilleros de la muerte (1972)
- El paletero (1971)
- Las reglas del juego (1971) - El Chino
- Vuelo 701 (1971) - Luis
- Para servir a usted (1971) - Armadio Orcasitas
- Siempre hay una primera vez (1971) - Eduardo
- Juegos de alcoba (1971) - Sigfrido
- El quelite (1970) - Filandrio
- Paraíso (1970) - Mario
- Al fin a solas (1969)
- Trampas de amor (1969) - Mauricio
- El ángel (1969) - Marcelino
- Patsy, mi amor (1969)
- La marcha de Zacatecas (1969) - Sargento Margarito
- El golfo (1969)
- No se mande, profe (1969) - Fausto
- Ambición sangrienta (1968) - Pantaleón Requejo
- Patrulla de valientes (1968)
- Despedida de casada (1968)
- La mujer de a seis litros (1967)
- Novias impacientes (1967) - Ángel Rivas
- Los años verdes (1967)
- ¡Adiós, cuñado! (1967)
- Lanza tus penas al viento (1966) - Alejandro
- Gatillo Veloz (1966)
- Martín Romero el Rápido (1966)
- Los dos apóstoles (1966) - Padre
- Despedida de soltera (1966) - Modisto
- La alegría de vivir (1965)
- El asalto (1965) - Macario
- Pistoleros del oeste (1965)
- La maldición del oro (1965) - Macario
- Para todas hay (1965)
- El pecador (1965) - Estudiante (no acreditado)[14]
- El asesino invisible (1965)

### Televisión
- Sr. Ávila (2013) - Carlos Anini
- El albergue (2012) - Liborio Menchaca Argüelles
- Mujeres asesinas (2008) - Mario Vázquez
- Tiempo final (2007) - José
- Dame chocolate (2007) - Juan Amado
- Tierra de pasiones (2006) - José María "Chema" San Román
- Una segunda oportunidad (2005)
- El humor de Héctor Suárez (2004)
- Velo de novia (2003) - Azael Villaseñor
- Diseñador de ambos sexos (2001) - Pepenador
- Derbez en cuando (1999) - Invitado
- ¿Qué nos pasa? (1998-1999)
- Gotita de amor (1998)
- La cosa (1997) - Flanagan
- La otra cosa (1996) - Principal
- ¿Qué nos pasa? (1985-1987)
- El derecho de nacer (1981) - Héctor
- Sábado loco, loco (1978)
- Las gemelas (1972)
- El carruaje (1972) - Sebastián / Jesús González Ortega
- La cosquilla (1970)
- Los Jovenazos (1970)
- Casanova 66 (1966)
- Casa de huéspedes (1965)
- El dolor de vivir (1964)
- Madres egoístas (1963)
- Un hijo cayó del cielo (1962)
- Juan Bosco (1962)
- Chucherías (1962)
- Domingo Herdez (1962)
- Variedades de medianoche (1959)

### Teatro
- La Señora Presidenta (2018)[15]
- Los locos Suárez (2015)[16]
- Estoy loco (2015)[17]
- El crédito (2014)[18]
- Toc Toc (2013)[19]

## Premios y nominaciones

### Premios TVyNovelas
| Año  | Categoría          | Programa/Telenovela | Resultado |
| ---- | ------------------ | ------------------- | --------- |
| 2004 | Mejor villano      | Velo de novia       | Nominado  |
| 1987 | Mejor actor cómico | ¿Qué nos pasa?      | Ganador   |